# Xavier Deniau
Xavier Emmanuel Gaston Marie-Joseph Deniau (ur. 24 września 1923 w Paryżu, zm. 29 marca 2011) – francuski polityk, urzędnik państwowy i dyplomata, wieloletni deputowany krajowy, sekretarz stanu, poseł do Parlamentu Europejskiego I kadencji.

## Życiorys
Pochodzi z rodziny o tradycjach winiarskich, jego ojciec Marcel (zm. 1934) był inżynierem. Brat polityka i dyplomaty Jean-François’a Deniau, który pełnił m.in. funkcję komisarza europejskiego. Podczas II wojny światowej działał w ruchu oporu. Studiował z prawo na Uniwersytecie Paryskim i politologię w École libre des sciences politiques, po czym kształcił się w École nationale de la France d’outre-mer, kształcącej kadry dla administracji kolonialnej. Otrzymał doktorat honoris causa na Université du Québec.
Od 1945 pracował jako urzędnik w Indochinach i Francuskiej Afryce Zachodniej, m.in. kierując administracją w Pleiku i doradzając komisarzowi w Dakarze. Od 1955 do 1958 członek francuskiej delegacji przy Organizacji Narodów Zjednoczonych, następnie doradca ministra obrony i członek delegacji przy NATO. W 1962 zatrudniony jako maître des requêtes w Radzie Stanu. Działacz na rzecz Frankofonii oraz współpracy międzynarodowej, był inicjatorem utworzenia zgromadzenia parlamentarnego Frankofonii i członkiem Acadèmie des Sciences d’Outre-Mer. Opublikował również kilka książek.
Działał w ugrupowaniach gaullistowskich: Unii na rzecz Nowej Republiki, Unii Demokratów na rzecz Republiki i Zgromadzeniu na rzecz Republiki. W latach 1962–2002 był członkiem Zgromadzenia Narodowego (z przerwą na lata 1972–1973, kiedy był sekretarzem stanu w rządzie Pierre’a Messmera odpowiedzialnym za terytoria zamorskie). Od 1965 do 2001 pozostawał merem Escrignelles. Od 1981 do 1983 pozostawał posłem do Parlamentu Europejskiego, gdzie zastąpił Marie-Madeleine Fourcade. Należał do Europejskich Postępowych Demokratów. W latach 1993–1997 członek Zgromadzenia Parlamentarnego Rady Europy. Był także ambasadorem Zakonu Maltańskiego w Nigrze oraz członkiem Cour de justice de la République (organu badającego prawidłowość działania ministerstw).

## Życie prywatne
Od 1953 żonaty z arystokratką Irène Ghica-Cantacuzène, miał pięcioro dzieci. Jego syn François-Xavier Deniau został dyplomatą i ambasadorem Francji w Serbii.

## Odznaczenia i wyróżnienia
Odznaczony Legią Honorową IV klasy, Krzyżem Wojennym (dwukrotnie, za lata 1939–1945 i Krzyż Zamorskich Teatrów Operacyjnych), Krzyżem Kombatanta-Ochotnika Ruchu Oporu, a także orderami zagranicznymi: Orderem Chrystusa III klasy, Krzyżem Wielkim Orderu Leopolda oraz Krzyżem Wielkim Orderu Pro Merito Melitensi. Był wyróżniany nagrodami Akademii Francuskiej.